# La Cruz (Chile)
La Cruz é uma comuna da província de Quillota, localizada na Região de Valparaíso, Chile. Possui uma área de 78,2 km² e uma população de 12.851 habitantes (2002).